# Socavón (serie de televisión)
Socavón es una serie de televisión boliviano-mexicana, coproducida por la Universidad Mayor de San Simón, Universidad Mayor de San Andrés, Universidad Técnica de Oruro de Bolivia, la Universidad de Sonora y Televisa de México en el año 1990 para la red mexicana y varias televisoras universitarias afiliadas de Bolivia (principalmente TVU Cochabamba).
Está basada en la obra literaria boliviana, Socavones de angustia (1947), del escritor Fernando Ramírez Valverde.

## Argumento
Basado en el libro Socavones de Angustia, la serie relata los hechos de una familia, de origen quechua que tras la pérdida de sus tierras para cosechar, decide depender de la minería. Esta ambientada en el siglo XX, en las minas de Potosí.

## Premios y nominaciones
| Año  | Resultado | Categoría                                    | Premio                                                             | Ganador/es |
| ---- | --------- | -------------------------------------------- | ------------------------------------------------------------------ | ---------- |
| 1990 | Ganador   | Premio Coral a la Mejor Teleserie de Ficción | Festival Internacional del Nuevo Cine Latinoamericano de La Habana | Socavón    |